# 로만 하므를리크
로만 하므를리크(체코어: Roman Hamrlík, 1974년 4월 12일~)는 체코의 은퇴한 아이스하키 선수로 포지션은 수비수이다. 내셔널 하키 리그(NHL)에서 총 20시즌 동안 활약한 그는 1992년 NHL 드래프트에서 전체 1위로 탬파베이 라이트닝에 지명되면서 체코 선수 중 가장 높은 순위로 NHL에 지명된 선수가 되었다. 탬파베이 라이트닝 이후에는 에드먼턴 오일러스, 뉴욕 아일런더스, 캘거리 플레임스, 카나디앵 드 몽레알, 워싱턴 캐피털스, 뉴욕 레인저스 소속으로 뛰었다. 그는 NHL에서 총 1395경기를 뛰었고, 1996년, 1999년, 2003년 NHL 올스타전에 참가했다.
국제 대회에서는 체코 아이스하키 국가대표팀 소속으로 참가했으며, 1998년 동계 올림픽에서 금메달을 획득한 체코 대표팀의 일원이다. 그는 올림픽에 2회, 세계 아이스하키 선수권 대회에 2회, 아이스하키 월드컵에 2회 출전했다.